# Andrea Spingler
Andrea Spingler (* 30. Juni 1949 in Stuttgart) ist eine deutsche Übersetzerin französischer Literatur.

## Leben
Andrea Spingler studierte in München Theatergeschichte, Literaturgeschichte und Philosophiegeschichte. 
Seit 1980 übersetzt sie Prosa von Jean-Paul Sartre, Marguerite Duras, Agnès Desarthe, Alexandre Dumas der Jüngere, André Gide, Jean-Luc Seigle, Olivier Adam, Pierre Drieu la Rochelle, Yann Queffélec, Alain Robbe-Grillet, Patrick Modiano, Lucie Aubrac, Pascale Kramer, Paule Constant, Maylis de Kerangal, Yasmine Ghata und Marie-Hélène Lafon. „Danach gefragt, was sie bei Übersetzungen antreibe, sagt sie mit entwaffnender Lakonie: Sätze machen, die funktionieren“, berichtet Heike Ochs in ihrer Laudatio auf Andrea Spingler anlässlich der Verleihung des Paul-Celan-Preises 2021.
Spingler ist Mitglied im Verband deutschsprachiger Übersetzer literarischer und wissenschaftlicher Werke, VdÜ. Sie lebt in Oldenburg und in Südfrankreich.

## Ehrungen
2007 wurde Andrea Spingler mit dem Eugen-Helmlé-Übersetzerpreis für deutsch-französische Übersetzungen und 2012 mit dem Prix lémanique de la traduction ausgezeichnet. 2021 wurde ihr für ihr umfangreiches Gesamtwerk von Übersetzungen aus dem Französischen der Paul-Celan-Preis zuerkannt.